# Björnekulla distrikt
Björnekulla distrikt är ett distrikt i Åstorps kommun och Skåne län. 
Distriktet ligger i och omkring Åstorp.

## Tidigare administrativ tillhörighet
Distriktet inrättades 2016 och utgörs av en del av området som Åstorps köping omfattade till 1971, delen som före 1946 utgjorde Björnekulla socken.
Området motsvarar den omfattning Björnekulla församling hade 1999/2000.